# Interstate Highway System

Harta actuală a Sistemului de Autostrăzi Interstatale

Sistemul național Dwight D. Eisenhower de autostrăzi interstatale și de apărare (în engleză Dwight D. Eisenhower National System of Interstate and Defense Highways), cunoscut mai mult ca Sistemul de Autostrăzi Interstatale sau Sistemul Șoselelor Interstatale (în engleză Interstate Highway System), este o rețea de autostrăzi care face parte din sistemul național de autostrăzi din Statele Unite. Construcția sistemului a fost autorizată prin Legea Ajutorului Federal pentru Șosele din 1956 (în engleză Federal Aid Highway Act of 1956). Sistemul se extinde pe tot cuprinsul Statelor Unite și are rute în Hawaii, Alaska și Puerto Rico.
Întrucât denumirea și numerotarea acestor șosele a fost făcută prin coordonare între state, acestea sunt uneori numite Autostrăzi Federale, dar drumurile propriu-zise au fost mereu întreținute de guvernele statelor sau administrațiile locale ale unităților pe care le traversează, de la organizarea lor în 1926. După ce construcția a fost finalizată, multe drumuri americane au fost înlocuite cu șoselele interstatale, drumuri rapide pentru traficul de tranzit. În ciuda sistemului interstatal, drumurile vechi încă mai formează multe conexiuni regionale importante, și încă se adaugă rute. 
Sistemul de autostrăzi interstatale este parțial finanțat prin Highway Trust Fund, care în sine este finanțat de o taxă federală pe combustibil. Deși legislația federală a interzis inițial colectarea taxelor, unele rute interstatale sunt drumuri cu taxă. Mai multe rute viitoare sunt în curs de dezvoltare.

## Listă de drumuri
Principalele drumuri sunt:
- Interstate 2 - 75,3 kilometri
- Interstate 4 - 212,9 km
- Interstate 5 - 2.222,97 km
- Interstate 8 - 560,45 km
- Interstate 10 - 3.959,53 km
- Interstate 11
- Interstate 12
- Interstate 14
- Interstate 15
- Interstate 16
- Interstate 17
- Interstate 19
- Interstate 20
- Interstate 22
- Interstate 24
- Interstate 25
- Interstate 26
- Interstate 27
- Interstate 29
- Interstate 30
- Interstate 35
- Interstate 37
- Interstate 39
- Interstate 40
- Interstate 41
- Interstate 43
- Interstate 44
- Interstate 45
- Interstate 49
- Interstate 55
- Interstate 57
- Interstate 59
- Interstate 64
- Interstate 65
- Interstate 66
- Interstate 68
- Interstate 69
- Interstate 70
- Interstate 71
- Interstate 72
- Interstate 73
- Interstate 74
- Interstate 75
- Interstate 76
  - CO–NE
  - OH–NJ
- Interstate 77
- Interstate 78
- Interstate 79
- Interstate 80
- Interstate 81
- Interstate 82
- Interstate 83
- Interstate 84
  - OR–UT
  - PA–MA
- Interstate 85
- Interstate 86
  - Interstate 86 (Idaho)
  - Interstate 86 (Pennsylvania–New York)

Drumuri în Alaska

- Interstate 87
  - Interstate 87 (North Carolina)
  - Interstate 87 (New York)
- Interstate 88
  - Interstate 88 (Illinois)
  - Interstate 88 (New York)
- Interstate 89
- Interstate 90
- Interstate 91
- Interstate 93
- Interstate 94
- Interstate 95
- Interstate 96
- Interstate 97
- Interstate 99
- Interstate H-1
- Interstate H-2
- Interstate H-3

- În Alaska: A-1, A-2, A-3, A-4.[1]
- Puerto Rico Highway 52
- Puerto Rico Highway 22
- Puerto Rico Highway 53